# Rakhiot Peak
Il Rakhiot Peak è una cima di 7.070 m. della catena dell'Himalaya del Gilgit-Baltistan, in Pakistan. È una delle tante vette sussidiarie del massiccio del Nanga Parbat.  A nord-nordest del Rakiot Peak si trova un'altra cima secondaria del massiccio, il Chongra Peak (6.830 metri). Si trova appena a sud del fiume Indo nel distretto di Diamer. Non lontano a nord si trova l'estremità occidentale della catena del Karakorum.

## Conformazione della montagna
Il nucleo del Nanga Parbat è una lunga cresta che si estende da sud-ovest a nord-est. La parte sud-occidentale di questa cresta principale è nota come Mazeno Ridge e presenta numerose vette sussidiarie. Nella direzione opposta rispetto alla cima, la cresta principale inizia come East Ridge prima di svoltare più a nord-est al Rakhiot Peak (7.070 m), circa 4 km a nord-est della cima del Nanga Parbat. La Silver Saddle (Silbersackel) si trova circa a metà strada tra Rakhiot Peak e la cima del Nanga Parbat. Il lato sud/sud-est della montagna è dominato dalla Rupal Face , spesso definita la parete montuosa più alta del mondo: si eleva per ben 4.600 m (15.100 piedi) sopra la sua base. Il lato nord/nord-ovest della montagna, che conduce all'Indo, è più complesso. È diviso nella parete Diamir (ovest) e nella parete Rakhiot (nord) da una lunga cresta. Vi sono numerose vette secondarie, tra cui la Cima Nord (7.816 m), circa 3 km a nord della vetta principale.

## Prima ascensione
La prima scalata della vetta fu effettuata da Peter Aschenbrenner insieme a Herbert Kunigk il 16 luglio nell'ambito della spedizione alpinistica tedesco-americana al Nanga Parbat del 1932 guidata dall'alpinista tedesco Willy Merkl.
Durante una spedizione tedesca sul Nanga Parbat, nella notte tra il 14 e il 15 giugno 1937, tutti e sette i membri della spedizione e nove sherpa morirono sul versante settentrionale della montagna quando una grande valanga di ghiaccio seppellì un accampamento. Gli scienziati sopravvissuti Luft e Troll , che stavano conducendo ricerche nella valle vicina, scoprirono il disastro il 18 giugno mentre salivano al campo IV.